# Sfakiotes
Sfakiotes  este un oraș în Grecia în prefectura Lefkada.